# Astronauta de Solway
O mistério do Astronauta de Solway trata de uma figura vista em uma fotografia tirada em 1964 pelo bombeiro, fotógrafo e historiador local Jim Templeton (13 de fevereiro de 1920 - 27 de novembro de 2011).
A foto foi tirada em Burgh Marsh, situada perto de Burgh by Sands, com vista para o Solway Firth em Cúmbria, Inglaterra. Templeton afirmou que a fotografia mostra uma figura de fundo usando um traje espacial e insistiu que ele não viu ninguém presente quando a fotografia foi tirada. A imagem foi amplamente reproduzida em jornais da época e despertou o interesse de ufólogos.
Uma análise feita em 2014 concluiu que a figura era a esposa do fotógrafo, de costas para a câmera, o vestido aparecendo branco devido à superexposição.

## A fotografia
Em 23 de maio de 1964, Jim Templeton, um bombeiro de Carlisle, Cumberland (atual Cúmbria, norte da Inglaterra), tirou três fotografias de sua filha de cinco anos durante uma viagem de um dia a Burgh Marsh. Templeton disse que as únicas outras pessoas no lugar alagadiço naquele dia eram duas mulheres velhas sentadas em um carro na extremidade do local. Em uma carta ao Daily Mail em 2002, Templeton declarou: "Eu tirei três fotos de minha filha Elizabeth em uma pose similar - e fiquei chocado quando a imagem do meio voltou da Kodak mostrando o que parecia ser um astronauta no fundo" Templeton insiste que ele não viu a figura até depois que suas fotografias foram desenvolvidas, e analistas da Kodak confirmaram que a fotografia era genuína.

### Explicações para o "astronauta"
De acordo com o autor de ufologia, David Clarke, em 2014, o "astronauta" é provavelmente a esposa de Templeton, Annie, que estava presente na época e foi vista em outras fotografias tiradas naquele dia. "Eu acho que por algum motivo sua esposa entrou na cena e ele não a viu, porque com aquela câmera em particular você só podia ver 70% do que estava na foto através do visor", disse Clarke. Annie Templeton estava usando um vestido azul claro no dia em questão, que estava superexposta como branco nas outras fotos; ela também tinha cabelos pretos e curtos. Argumentou-se que, ao usar o software de fotografia para escurecer a imagem e corrigir o horizonte, a figura cada vez mais parece ser uma pessoa comum vista de costas. De seu impacto, Clarke disse: "As pessoas ainda vão estar falando sobre isso daqui outros 50 anos".

## Notoriedade
Templeton afirmou: "Eu mandei a foto para a polícia em Carlisle que, depois de muitos palpites, a examinou e declarou que não havia nada de suspeito. O jornal local, o Cumberland News, conseguiu a história e em poucas horas estava tudo redigido. A imagem certamente não é uma farsa, e estou tão confuso quanto qualquer outra pessoa sobre como essa figura apareceu em segundo plano: nas quatro décadas em que a foto esteve no domínio público, recebi milhares de cartas de todos os lugares em todo o mundo com várias idéias ou possibilidades - a maioria das quais faz pouco sentido para mim".
Templeton disse que depois que a fotografia foi publicada ele foi visitado por dois homens que disseram que eram do governo pela qual se recusaram a mostrar sua identificação. Segundo o autor da fotografia: "eles disseram que trabalhavam para o governo e que eles eram identificados apenas pelo número". Depois de levar os homens ao local onde as fotos foram tiradas, Templeton disse que quando ele explicou que não tinha visto a figura na época, os homens ficaram com raiva e foram embora, deixando-o ir para casa. Em setembro de 1964, Templeton descartou os dois homens considerando-os como fraudes, dizendo: "Tudo parece ser alguma brincadeira para mim. Tenho certeza de que os homens não eram agentes de segurança".
Em uma entrevista à uma programa de notícias locais da BBC e por uma carta enviada ao The Daily Mail, Templeton também disse que um lançamento do míssil Blue Streak no Woomera Test Range no sul da Austrália foi abortado porque dois homens foram avistados com uma identificação por números no campo de tiro. Ele alegou que os técnicos mais tarde viram sua fotografia em um jornal australiano e descobriram que os números eram exatamente os mesmos.
Respondendo a um pedido dos ufologistas para saber se a foto era do interesse das autoridades, um funcionário do Ministério da Defesa britânico disse que a foto do Templeton não tinha interesse para eles.